# Атмосферный двигатель

Типичный воздушный поток в четырёхтактном двигателе: при такте #1 поршни всасывают воздух в камеру сгорания через открытый впускной клапан

Атмосферный двигатель — двигатель внутреннего сгорания, в котором забор воздуха зависит исключительно от атмосферного давления и не имеет принудительной индукции через турбокомпрессор или нагнетатель.

## Описание
В атмосферном двигателе воздух для сгорания (цикл Дизеля в дизельном двигателе или определённые типы цикла Отто в бензиновых двигателях, а именно непосредственный впрыск бензина) или воздушно-топливная смесь (традиционные бензиновые двигатели с циклом Отто) втягивается в цилиндры двигателя под действием атмосферного давления, действующего на частичное разрежение, возникающее при движении поршня вниз к мёртвой точке во время такта впуска. Из-за врождённого сужения во впускном тракте двигателя, который включает во впускной коллектор, при втягивании воздуха происходит небольшой перепад давления, что приводит к объёмному КПД менее 100% и менее чем полному заряду воздуха в цилиндре. Плотность воздушного заряда, а следовательно, и максимальная теоретическая выходная мощность двигателя, помимо ограничения индукционной системы, также зависит от частоты вращения двигателя и атмосферного давления, последнее из которых уменьшается с увеличением рабочей высоты.
В отличие от двигателя с принудительной индукцией, где применяется нагнетатель с механическим приводом или турбонагнетатель с приводом от выхлопных газов для облегчения увеличения массы всасываемого воздуха сверх того, что могло бы быть получено только атмосферным давлением, закись азота также может быть использована для искусственного увеличения массы кислорода, присутствующего во всасываемом воздухе. Это достигается за счёт впрыска во впуск жидкой закиси азота, которая поставляет значительно больше кислорода в заданном объёме, чем это возможно с атмосферным воздухом. Закись азота содержит 36,3% доступного кислорода по массе после его разложения по сравнению с атмосферным воздухом на 20,95%. Закись азота также кипит при температуре −127,3 °F (−88,5 °C) при атмосферном давлении и обеспечивает значительное охлаждение за счёт скрытой теплоты испарения, что также способствует значительному увеличению общей плотности воздушного заряда по сравнению с естественной аспирацией.

## Применения
Большинство автомобильных бензиновых двигателей, а также многие небольшие двигатели, не применяемые в автомобилях, являются атмосферными. Большинство современных дизельных двигателей, устанавливаемых на шоссейные транспортные средства, оснащены турбонаддувом для обеспечения более благоприятного соотношения мощности и экономичности, более высокой кривой крутящего момента, а также лучшей топливной эффективности и снижения выбросов выхлопных газов. Турбонаддув почти универсален для дизельных двигателей, которые применяются в железнодорожных, судовых двигателях и коммерческих стационарных приложениях (например, при производстве электроэнергии). Принудительная индукция также применяется в поршневых авиационных двигателях, чтобы устранить некоторые потери мощности, которые происходят при подъёме самолёта на большие высоты.

## Преимущества и недостатки
К преимуществам и недостаткам атмосферного двигателя по сравнению с двигателем того же размера, основанным на принудительной индукции, можно отнести:

### Преимущества
- Упрощение обслуживания и ремонта[11]
- Снижение затрат на разработку и производство
- Повышенная надёжность, отчасти благодаря меньшему количеству отдельных, движущихся частей
- Более прямая реакция дроссельной заслонки, чем у турбосистемы, благодаря отсутствию турбо-лага (преимущество, которое также присуще нагнетателям)
- Меньшая вероятность перегрева и/или неконтролируемого сгорания (стук)

### Недостатки
- Снижение эффективности
- Уменьшенная удельная мощность
- Снижение вероятности настройки
- Повышенные потери мощности на больших высотах (из-за более низкого давления воздуха) по сравнению с двигателями с принудительной индукцией